# كريستوف كيسلر
كريستوف كيسلر (بالألمانية: Christoph Kessler)‏ هو منافس ألعاب قوى ألماني، ولد في 28 أبريل 1995 في دوناوشينغن في ألمانيا.

## وصلات خارجية
- كريستوف كيسلر على موقع الاتحاد الدولي لألعاب القوى (الإنجليزية)
- كريستوف كيسلر على موقع الدوري الماسي (الإنجليزية)